# Drusco
Drusco è una frazione del comune di Bedonia, in provincia di Parma.
La località dista 7,66 km dal capoluogo.

## Geografia fisica
Drusco, situata alla quota di 952 m s.l.m., sorge su un altopiano coltivato nella vallata del torrente Anzola, affluente sinistro del torrente Ceno; dalla frazione dipendono le località di Revoleto, Pursy, Casa Jaroli, Casa Ratti, Casa Botti e Selvola, poste nella stessa vallata.
A circa 1 km dal borgo lungo il sentiero per il monte Maggiorasca emergono improvvisamente dalla boscaglia alcuni blocchi ofiolitici e rocce calcaree, noti come Rocche di Drusco.

## Storia
La zona risultava popolata già durante l'età del bronzo, come testimoniato dal rinvenimento alle Rocche di Drusco di alcuni reperti riferibili ai Protoliguri, esposti nel polo museale del seminario vescovile di Bedonia.
In epoca romana sorgeva nella zona, identificata col fundus Adrusiacus menzionato nella Tabula alimentaria traianea, un insediamento abitato, di cui sopravvive un cippo funerario del II secolo collocato nella chiesa di Sant'Apollinare di Calice.
Il territorio fu evangelizzato probabilmente dai Bizantini.
Nella prima metà del IX secolo il re d'Italia e futuro imperatore del Sacro Romano Impero Lotario I concesse ai monaci dell'abbazia di San Colombano di Bobbio i diritti sulla zona, appartenente alla corte di Carice.
Nel 1014 la giurisdizione sulla corte passò alla diocesi di Bobbio.
Tra il 1404 e il 1409 il vescovo di Bobbio Alessio da Seregno investì del feudo di Calice, comprendente anche Drusco, la famiglia della Cella. Nel 1452 il vescovo Marliano Baccarini diede l'assenso alla vendita dei diritti su tre parti e mezza del territorio da Giuliano e Bartolomeo dalla Cella ai marchesi Malaspina di Mulazzo.
Nel XVII secolo le terre furono assorbite nel ducato di Parma e Piacenza e successivamente assegnate dai Farnese ai conti Leggiadri Gallani.
Durante la II guerra mondiale le Rocche di Drusco furono utilizzate dai partigiani come ricovero.

## Monumenti e luoghi d'interesse

### Chiesa di Santa Maria Assunta

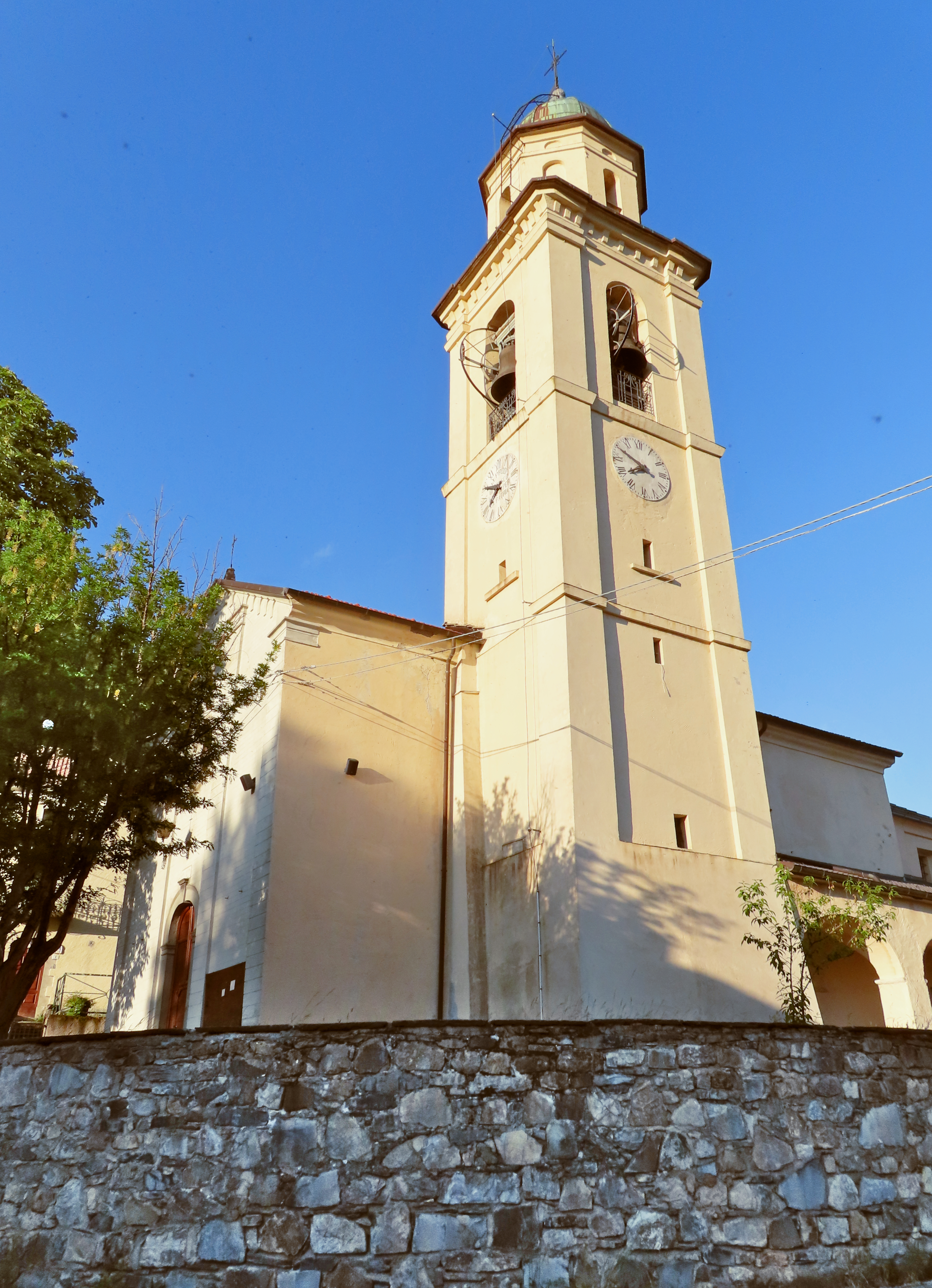
Chiesa di Santa Maria Assunta

Menzionata per la prima volta nel 1369 quale cappella dipendente dalla vicina pieve di Calice, la chiesa assunse il titolo plebano nel 1583; completamente ricostruita in stile barocco in epoca ignota, nel 1730 fu solennemente consacrata dal vescovo di Bobbio Carlo Cornaccioli; ristrutturata e decorata tra il 1925 e il 1954, fu restaurata negli affreschi nel 2003. Al suo interno, riccamente ornato, sono conservate varie opere di pregio, tra cui il monumentale altare maggiore barocco seicentesco in legno dorato e intagliato, il fonte battesimale romanico, il pulpito ottocentesco e alcuni antichi oggetti sacri.

### Oratorio di San Giovanni Battista
Edificato nei primi anni del XX secolo, l'oratorio neoclassico di Selvola fu inaugurato il 24 giugno del 1931; al suo interno, dietro all'altare maggiore marmoreo a mensa con pilastrino in bronzo, si apre una nicchia ad arco trilobato.

### Oratorio di Santa Maria Bambina
Costruito nel 1954, l'oratorio di Revoleto fu donato nel 1963 da Antonio e Lucia Musa; il piccolo edificio è preceduto da un portico coperto da una volta a botte.